# Philodromus sticticus
Philodromus sticticus là một loài nhện trong họ Philodromidae.
Loài này thuộc chi Philodromus. Philodromus sticticus được Hippolyte Lucas miêu tả năm 1858.